# Sjem niewieści
Sejm niewieści (dawniej: Sjem niewieści) – satyra Marcina Bielskiego wydana w 1566/1567 w Krakowie.

## Okoliczności powstania
Satyra została opublikowana po raz pierwszy w roku 1566 lub 1567, we fragmentarycznie zachowanym wydaniu. Po raz kolejny satyra ukazała się w 1586 i 1587 w redakcji prawdopodobnie przez Joachima Bielskiego, syna Marcina autora. W 1889 roku ukazała się wraz z dwoma innymi utworami (Rozmowa nowych proroków, Sen majowy) pod wspólnym tytułem Satyry.

## Geneza
Bielski zaczerpnął pomysł utworu z dialogu Erazma z Rotterdamu zatytułowanego łac. Senatulus sive Gynajkosynedrion („Senacik albo sejm kobiet”), deminutywem nawiązującym do senaculum, to jest sali Senatu rzymskiego, będącego częścią satyrycznej utopii Colloquia Familiaria. Sam Erazm natomiast bazował na utworze komediopisarza Arystofanesa gr. Ἐκκλησιάζουσαι (Sejm kobiet, znanego także jako Sejm niewieści, Babie koło) z 392 p.n.e.
Na ziemiach polskich znany jest anonimowy tekst Senatulus to jest sjem niewieści z roku 1543, a także późniejszy Sejm panieński (białogłowski) autora o pseudonimie „Jan Oleski”, wydanego przed 1617 rokiem.

## Gatunek, forma i treść utworu
Utwór jest poematem satyrycznym, składacym się z 1040 wersów dialogu i 12 przemowy pisanych trzynastozgłoskowcem, z wyjątkiem monologów Konstancji pisanych dziesięciozgłoskowcem.
Satyra przedstawia w żartobliwy sposób obrady kobiecego sejmu w którym uczestniczy Beata, Eufemia, Katarzyna, Konstancja, Ludomiła, Potencjana i Poliksena.  Utwór poprzedza apel białogłów (kobiet) do mężczyzn. 
Sejm dzieli się na trzy „stany”: panny, wdowy i mężatki. Te dwie pierwsze grupy (panny i wdowy) oddają swój głos mężatkom, które cieszą się najwyższym mirem w żeńskim społeczeństwie, wywierając największy wpływ na mężczyzn. Obradujące zwracają uwagę na nieudolność męskiej władzy nad krajem oraz ich brak troski o wspólne dobro Rzeczypospolitej. Swoje argumenty o roli kobiet w świecie opierają o tradycję antyczną, kiedy to kobiety nie tylko często doradzały mężczyznom, ale i same rządziły oraz walczyły o swoje. Jedyną oponentką w grupie jest Konstancja, która powołuje się na starotestamentową narrację, że kobieta należy do mężczyzny, a postulaty współuczestniczek dyskursu uważa za niepoważne.
Sporządzone artykuły sejmowe (argumenty, wnioski, żądania):
- prawo kobiet do zarządzania dobrami ziemskimi,
- prohibicja u mężczyzn,
- opłacana służba wojskowa (jazda) dla kobiet,
- dostęp kobiet do edukacji,
- prawo do dziedziczenia majątku przez kobiety,
- troska o polską gospodarkę (promocja produkcji i handlu), w tym zakaz importu towarów z innych państw,
- wygodne stroje: prawo do noszenia pasa rycerskiego i zbroi,
- zakaz wiązania się starych mężczyzn z młodymi dziewczynami; za to prawo starych kobiet do związków z młodzieńcami,
- odzyskanie Prus i Śląska oraz zapobieżenie nieustannym najazdom Tatarów,
- bezpłatne sądy publiczne,
- posag dla każdej panny (w miarę jej stanu społecznego),
- wygnanie z kraju wiarołomnych sędziów, księży, Cyganów oraz Żydów.

posłanki dedykują „Matce Ziemi Polskiej” (dalej: Matce Polce), do której zwracają się z prośbą o błogosławieństwo i pomoc we wdrożeniu swoich pomysłów w życie. Utwór kończy się szkoleniem w rzemiośle wojennym, udzielanym przez Matkę Polkę, oraz zapowiedzią autora o planowanym nowym dziele literackim.

## Interpretacja
Bielski proponuje utopię niemożliwą w szesnastowiecznej Polsce. Wizja świata na opak, rządzonego przez kobiety, nawiązuje do konwencji sowizdrzalskiej, komedii karnawałowej, być może wystawianej podczas Mięsopustu.
Autor wykorzystuje typowe dla tamtego okresu środki artystyczne: dopasowanie metafor lub narracji biblijnych do bieżącej sytuacji politycznej: mężczyzn łączono z tematami biblijnymi, zaś kobiety  z Antykiem. W tekście zastosowano jedną z pierwszych personifikacji ojczyzny jako Matki-Polki; można się tu dopatrzeć kultu maryjnego.
Komizm utworu objawia się w samej idei sejmu kobiecego, choć nie brakuje tu też sytuacji domyślnie komicznych, jak bicie mężczyzny przez kobietę, podejmowanych później w Seksmisji.
Bielski krytykuję też szlachtę i władze kościelne, przewijają się też wątki antycyganizmu i antysemityzmu.